# Омеро Тоньйон
Омеро Тоньйон (італ. Omero Tognon, * 3 березня 1924, Падуя — † 23 серпня 1990, Порденоне) — італійський футболіст, півзахисник. По завершенні ігрової кар'єри — футбольний тренер.
Як гравець насамперед відомий виступами за клуб «Мілан», а також національну збірну Італії.
Дворазовий чемпіон Італії. 

## Клубна кар'єра
У дорослому футболі дебютував 1945 року виступами за команду клубу «Мілан», провівши 40 матчах у першому повоєнному футбольному турнірі сезону 1945–46. Згодом тогорічний турнір було офіційно визнано Італійською футбольною федерацією, тож ігри, проведені того сезону, зараховуються до офіційної статистики гравця.
З відновленням змагань у Серії A у 1946 продовжив виступи за «Мілан» та відіграв за «россонері» ще десять сезонів ігрової кар'єри. Більшість часу, проведеного у складі «Мілана», був основним гравцем команди. За цей час двічі виборював титул чемпіона Італії.
Завершив професійну ігрову кар'єру у нижчоліговому клубі «Порденоне», за команду якого виступав протягом 1956—1958 років.

## Виступи за збірну
1949 року дебютував в офіційних матчах у складі національної збірної Італії. Протягом кар'єри у національній команді, яка тривала 6 років, провів у формі головної команди країни лише 14 матчів. 
У складі збірної був учасником чемпіонату світу 1950 року у Бразилії, а також чемпіонату світу 1954 року у Швейцарії.

## Кар'єра тренера
Розпочав тренерську кар'єру, повернувшись до футболу після невеликої перерви, 1965 року, очоливши тренерський штаб клубу «Верона».
В подальшому очолював команди клубів «Ареццо», «Равенна», «Піза» та «Кротоне».
Останнім місцем тренерської роботи був клуб Серії C «Клодіазоттомарина», команду якого Омеро Тоньйон очолював як головний тренер до 1974 року.

## Титули і досягнення
- Чемпіон Італії (2):

«Мілан»:  1950–51, 1954–55
- Володар Латинського кубка (1):

«Мілан»: 1951